# Stictidaceae
Famille
Les Stictidaceae sont une famille de champignons de l'ordre des Ostropales.

## Taxinomie
Cette famille a été scientifiquement décrite pour la première fois en 1849 par le mycologue et botaniste suédois Elias Magnus Fries sous le nom Stictei dans le 2e volume de son ouvrage Summa vegetabilium Scandinaviae.